# 14

## Evenimente

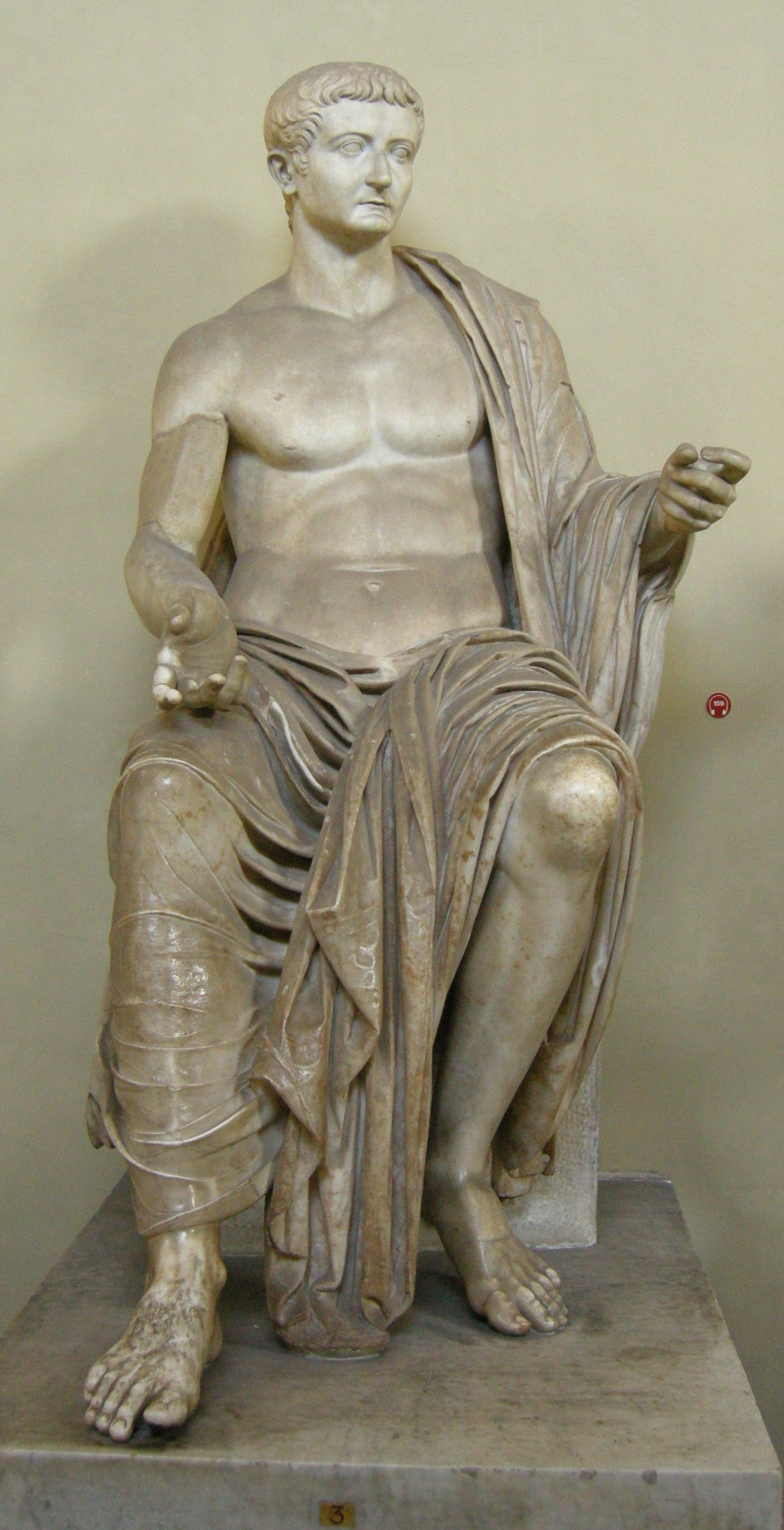
Statuia imparatului roman Tiberius

- Divinizarea lui Augustus (Gaius Julius Divi Filius Caesar Octavius Augustus), primul împărat al Imperiului Roman.
- În China are loc Răscoala sprâncenelor roșii.
- Începutul campaniilor în Africa ale lui Germanicus.
- La moartea împăratului Cezar August, legiunile romane de la Rin se revoltă, mișcare reprimată de Germanicus și Drusus.
- O puternică foamete lovește China.
- Recensământul indică existența a 4 973 000 cetățeni romani.
- Tiberius devine împăratul Romei, domnie care se încheie în 37.

## Nașteri
- dată necunoscută: Salomeea fiica Irodiadei (d. ?)

## Decese
- 19 august: Augustus, primul împărat al Imperiului Roman, din 27 î.Hr. (n. 63 î.Hr.)
- Agrippa Posthumus, fiul lui Marcus Vipsanius Agrippa, nepot și fiu adoptiv al lui Augustus (n. ?)
- Julia Caesaris, fiica lui Augustus (n. ?)